# Eugene Carson Blake

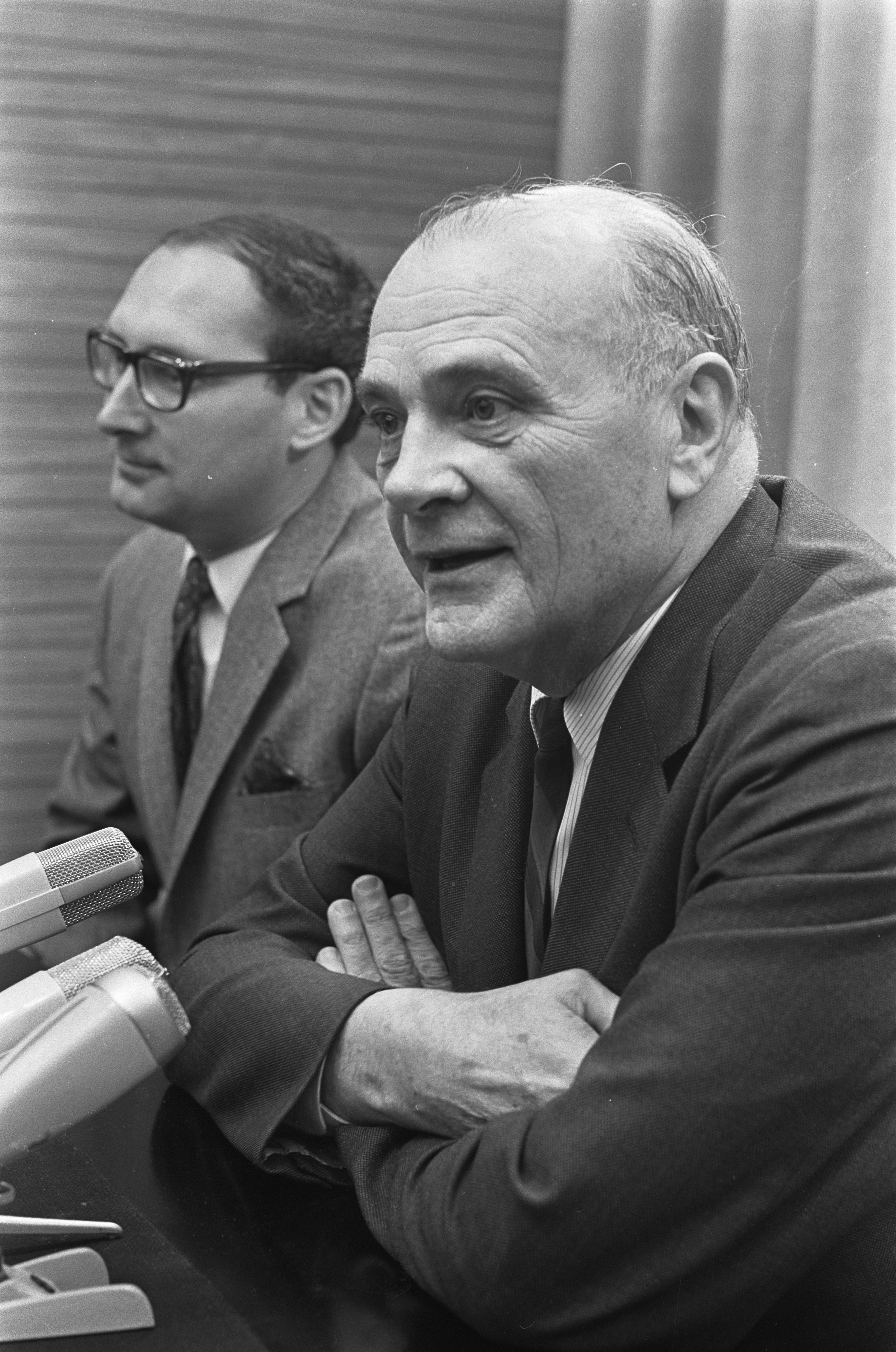
Eugene Carson Blake (1967)

Eugene Carson Blake (* 7. November 1906 in St. Louis, Missouri; † 31. Juli 1985 in Stamford, Connecticut) war ein US-amerikanischer Theologe der Presbyterian Church und zwischen 1966 und 1972 zweiter Generalsekretär des Ökumenischen Rates der Kirchen.

## Leben
Der Sohn eines Verkaufsagenten der Inland Steel Company studierte nach dem Besuch der Lawrenceville High School zunächst an der Princeton University und erwarb dort 1928 einen Bachelor of Arts (B.A.). Danach war er zwischen 1928 und 1929 als Lehrer am Forman Christian College in Lahore tätig, ehe er ein anschließendes postgraduales Studium am Theologischen Seminar der Princeton University 1932 mit einem Bachelor im Fach Theologie (Th.B.) abschloss. Darüber hinaus studierte er zeitweise am New College der University of Edinburgh.
Nach einer mehrjährigen Tätigkeit als presbyterianischer Geistlicher in New York City und Kalifornien wurde Blake 1951 Generalsekretär der Vereinigten Presbyterianischen Kirche der USA und bekleidete dieses Amt bis 1966. Zwischenzeitlich war er von 1954 bis 1957 auch Präsident des National Council of Churches, einem Zusammenschluss von anglikanischen, protestantischen und orthodoxen christlichen Denominationen in den Vereinigten Staaten. Am 28. August 1963 war er einer der Redner der Kundgebung beim Marsch auf Washington für Arbeit und Freiheit, auf der Martin Luther King seine Rede I Have a Dream hielt.
1966 wurde er als Nachfolger von Willem Adolf Visser ’t Hooft zum zweiten Generalsekretär des Ökumenischen Rates der Kirchen gewählt. Dieses Amt bekleidete Blake, der sich für die Bildung einer Kirche einsetzte, die „wahrhaftig reformiert, wahrhaftig katholisch, wahrhaftig evangelikal“ (‚truly reformed, truly catholic, truly evangelical‘) sei, sechs Jahre lang bis zu seiner Ablösung durch Philip Potter im Jahr 1972. Während seiner Amtszeit kam es zum historischen Besuch des Büros des Ökumenischen Rates in Genf durch Papst Paul VI. am 10. Juni 1969.
Als Generalsekretär des ÖRK pflegte er den Kontakt zur Christlichen Friedenskonferenz (CFK), deren III. Allchristlichen Friedensversammlung 1968 in Prag er mit seinem Grußwort würdigte.
Sein Hauptwerk The Church in the next decade erschien 1969 in einer deutschsprachigen Übersetzung mit dem Titel Die nächsten Schritte zur einen Kirche mit einem Vorwort von Klaus von Bismarck, der damals nicht nur Intendant des WDR, sondern auch Präsidialmitglied des Deutschen Evangelischen Kirchentages war.